# Chisi
Chisi je mali otok usred jezera Chilwa. Jezero Chilwa je drugo najveće jezero u Malaviju. Domoroci otoka imaju široko znanje o korištenju šuma i jezera. Nekoliko je utvrđenih svetišta ugrađenih u brežuljke otoka. Otok Chisi dom je Mchenga, velikog stabla mnogo šireg od dva čovjeka koji stoje jedan pored drugog. Otok Chisi ponekad se naziva najzabačenijim mjestom u Malaviju.
Novinar BBC-ja posjetio je 2000. godine i pronašao pleme ljudi koji žive u kućama koje plutaju na splavima od trske. Tako je živjelo dvije tisuće ljudi, a samo mali broj njih je ikada bio na kopnu. Dva otoka koja su koristili bili su Chisi i Thongwe. Kolera je bila endemska. Izgrađena je bolnica, ali tada nije bilo osoblja.

## Vanjske poveznice
|  | Zajednički poslužitelj ima još gradiva o temi Chisi |